# Pauline Jagsch
Pauline Jagsch (* 13. März 2003 in Berlin) ist eine deutsche Kanutin und Olympiateilnehmerin.

## Werdegang
Pauline Jagsch begann im Alter von fünf Jahren mit dem Kanusport, den sie zunächst nur aus Spaß betrieb.
Nach einigen erfolgreichen Juniorenmeisterschaften gewann sie im Mai 2024 beim Worldcup in Posen eine Silbermedaille im Zweier-Kajak zusammen mit Lena Röhlings.
Bei den Olympischen Spielen 2024 in Paris konnte sie mit dem deutschen Team im Vierer-Kajak über 500 Meter mit Paulina Paszek, Jule Hake und Sarah Brüßler eine Silbermedaille gewinnen. Im Zweier-Kajak erreichte sie den sechsten Platz.

## Ehrungen
Im Februar 2022 wurde Pauline Jagsch als Berliner Nachwuchssportlerin des Jahres 2021 ausgezeichnet.
Für den Gewinn der Silbermedaille bei den Olympischen Sommerspielen 2024 in Pais wurden sie und das Frauen-Kanu-Team  am 4. November 2024 von Bundespräsidenten Steinmeier durch die Verleihung des Silbernen Lorbeerblattes geehrt.